# (38164) 1999 JB78
1999 JB78 (asteroide 38164) é um asteroide da cintura principal. Possui uma excentricidade de 0.23136360 e uma inclinação de 6.32366º.
Este asteroide foi descoberto no dia 12 de maio de 1999 por LINEAR em Socorro.